# Sudislavice
Sudislavice je malá vesnice, část městyse Čechtice v okrese Benešov. Nachází se asi 2 km na jih od Čechtic. V roce 2009 zde bylo evidováno 11 adres.
Sudislavice leží v katastrálním území Čechtice o výměře 14,23 km².

## Historie
První písemná zmínka o vesnici pochází z roku 1386.